# 年少輕狂 (電影)
《年少輕狂》（英語：Dazed and Confused）是一部1993年美國青春成長喜劇片，由理查德·林克莱特執導兼編劇，講述了1976年學校最後一天期間不同群體的德州青少年男女。主演包括傑森·倫敦、班·艾佛列克、米拉·乔沃维奇、科爾·豪瑟、帕克·波西、亞當·戈德堡、马修·麦康纳、尼基·凱特、裘伊·羅倫·亞當斯和羅利·科奇瑞恩。
電影於1993年9月24日在美國上映。票房收入令人失望，在美國本土累計不到800萬美元。儘管如此，《年少輕狂》多年來在影評界和家庭媒體上都取得了成功，取得邪典電影地位。《娛樂周刊》評選的50部最佳高中電影中，《年少輕狂》排名第三。也在同雜誌的「過去25年最有趣的電影」名單中名列第10位。評論家稱讚該片對背景和高中生活的忠實和人性化的描繪。

## 演員
- 傑森·倫敦飾演蘭道·「平克」·佛洛伊德（Randall "Pink" Floyd）
- 威利·威金斯（英语：Wiley Wiggins）飾演米奇·克萊默（Mitch Kramer）
- 沙薩·詹森（英语：Sasha Jenson）飾演唐·道森（Don Dawson）
- 蜜雪兒·柏克（英语：Michelle Burke）飾演喬迪·克萊默（Jodi Kramer）
- 克莉絲汀·哈諾斯（英语：Christine Harnos）飾演凱·福克納（Kaye Faulkner）
- 安東尼·瑞普飾演東尼·歐森（Tony Olson）
- 班·艾佛列克飾演佛瑞德·歐班農（Fred O'Bannion）
- 米拉·乔沃维奇飾演蜜雪兒·巴勒斯（Michelle Burroughs）
- 科爾·豪瑟飾演班尼·歐唐納（Benny O'Donnell）
- 帕克·波西飾演黛拉·馬克斯（Darla Marks）
- 亞當·戈德堡飾演邁克·紐豪斯（Mike Newhouse）
- 马修·麦康纳飾演大衛·伍德森（David Wooderson）
- 尼基·凱特飾演克林·布魯諾（Clint Bruno）
- 裘伊·羅倫·亞當斯飾演西蒙娜·克爾（Simone Kerr）
- 羅利·科奇瑞恩飾演羅恩·斯萊特（Ron Slater）
- 芮妮·齊薇格飾演內絲·懷特（Nesi White）

## 外部連結
- 互联网电影数据库（IMDb）上《年少輕狂》的资料（英文）
- TCM电影资料库上《年少輕狂》的资料（英文）
- 豆瓣电影上《年少輕狂》的資料 （简体中文）
- AllMovie上《年少輕狂》的资料（英文）
- Box Office Mojo上《年少輕狂》的資料（英文）